# Řád tří božských sil
Řád tří božských sil, celým názvem Nejznámější řád tří božských sil (nepálsky त्रिशक्ति पट्ट) je nepálské státní vyznamenání založené roku 1937. Udílen je členům královské rodiny, občanům Nepálu i cizím státním příslušníkům za zvláštní přínos k blahobytu v Nepálu.

## Historie a pravidla udílení
Nejdříve byla založena v roce 1936 králem Tribhuvanem medaile stejného jména. Později byl dne 27. listopadu 1937 stejným nepálským králem založen Řád tří božských sil. Po zániku monarchie zahájila nová vláda novou epochu udílení tohoto vyznamenání. Cenu udílí prezident Nepálu v Den republiky 29. května.

## Třídy
Řád je udílen v pěti třídách. Náleží k němu také medaile.
- člen I. třídy (Jyotirmaya-Subikhyat-Tri-Shakti-Patta) – Řádový odznak se nosí na široké stuze spadající z ramene na protilehlý bok. Řádová hvězda se nosí na hrudi.
- člen II. třídy (Subikhyat-Tri-Shakti-Patta) – Řádový odznak se nosí na stuze kolem krku. Řádová hvězda se nosí na hrudi.
- člen III. třídy (Bikhyat-Tri-Shakti-Patta) – Řádový odznak se nosí na stuze kolem krku. Řádová hvězda této třídě již nenáleží.
- člen IV. třídy (Prakhyat-Tri-Shakti-Patta) – Řádový odznak se nosí na stužce nalevo na hrudi.
- člen V. třídy (Tri-Shakti-Patta) – Řádový odznak se nosí na stužce nalevo na hrudi.
- medaile (Tri-Shakti-Patta-Padak)

## Insignie
Řádový odznak má tvar šesticípé hvězdy s kulatým medailonem uprostřed. Jednotlivé cípy tvoří dvě kukri, tradiční a legendární zbraně nepálský Gurkhů. Střed cípů je pokryt zeleným smaltem. Vnější okraj kulatého medailonu je také tvořen šesti kukri, které tvoří kruh. Kulatý medailon je modře smaltovaný se zeleně smaltovaným okrajem. Ve středu medailonu je stříbrná kukri. V zeleném pruhu je nápis v nepálštině. Ke stuze je odznak připojen jednoduchým kroužkem. V případě páté třídy je odznak stříbrný a bez smaltu.
Řádová hvězda I. třídy je stříbrná a čtyřcípá. Jednotlivé cípy se skládají z devíti různě dlouhých paprsků mezi nimiž jsou shluky pěti různě dlouhých paprsků s tupým zakončením. Uprostřed je kulatý medailon jehož střed je pokryt modrým smaltem a je zde stříbrný kukri. Vnější okraj je lemován zeleně smaltovaným kruhem s nápisem v nepálštině. V případě hvězdy II. třídy chybí menší shluky tupých paprsků.
Stuha je námořnicky modrá s bílým pruhem lemujícím oba okraje, kterým prochází úzký proužek zelené barvy.